# AB Felix
AB Felix var ett svenskt livsmedelsföretag med huvudkontor i Eslöv. Företaget, som uppgick 1995 i Procordia Food (nuvarande Orkla Foods Sverige). Varumärket Felix finns kvar på inlagda grönsaker, tomatketchup, dressingar och såser, potatisprodukter, sylt och mos samt färdigrätter.

## Historia

### AB P Håkansson
Felix grundades 1939 men har en förhistoria i den fabrik som grundades av Per Håkansson (1842–1918) i Eslöv 1874 för framställning av ättiksprit. Håkansson hade då studerat kemi i Lund och varit på studieresa i Tyskland. Håkansson utvecklade sedan salubrin, ett antiseptiskt medel, som uppfanns när man försökte att hitta bot mot tuberkulos. Håkansson hade noterat hur ättikångor lindrade symptom hos förkylda. När Per Håkansson avled 1918 bildades en stiftelse och 1919 överfördes verksamheten i AB P Håkansson. Överskottet från verksamheten skulle användas till forskning och byggandet av ett sjukhem. Donald Thomson blev disponent för Felix 1929 och genomförde 1938 en studieresa till Tyskland. Målet var att få kunskap om konservindustri sedan försäljningen av ättiksprit minskat kraftigt och företagets existens hotades. Thomson besökte bland annat Kühne. Genombrottet kom när AB P Håkansson fick kontakt med Herbert Felix.

### Herbert Felix
Herbert Felix (1908–1973) var på flykt undan nazismen och hade kommit till Sverige 1938 tillsammans med sin svenska fru Kerstin Cruickshank. Felix var bosatt i Göteborg när han 1939 engagerades av AB P. Håkansson och disponent Thomson som behövde kompetens på området inläggningar. Företaget ville avsätta sitt överskott av ättika och hade upptäckt den växande marknaden för konserver. Herbert Felix hade en bred erfarenhet från familjeföretaget Löw & Felix i den mähriska staden Znaim (idag Znojmo) med anor tillbaka till 1868. Företaget hade blivit känt i Österrike-Ungern för sina Znaimer Gurken. Felix tog man tidigt som varumärke för produkterna. Man använde även den tecknade katt som familjen Felix använt som varumärke sedan 1868 men tvingades sluta sedan man hamnat i en rättstvist med Bulls Press och deras seriefigur Felix the Cat.

### AB Felix
AB P. Håkanssons nya verksamhet började med inläggning av gurkor och växte snabbt varpå sortimentet breddades med bland annat rödbetor. Det första året uppgick produktionen av gurkor till 60 ton och nästa år 200 ton. Ett dotterbolag, P Håkanssons Konserver AB, skapades med Herbert Felix som chef. Framgången gjorde att en ny, större produktionsanläggning krävdes och 1940 togs det nedlagda mejeriet i Västra Sallerup över och 1941 saftstationen i Eslöv. 1947 köpte Herbert Felix tillsammans med Ivar MG Sandberg aktiemajoriteten i Doktor P Håkanssons stiftelse. Felix blev VD med Sandberg som styrelseordförande. Aktiebolaget Felix övertog tillverkningen 1954 och 1955 följde den logotyp, Felix i vita versaler mot röd bakgrund, som ännu används.
Under krigsåren 1939–1945 ställdes produktionen om och man fokuserade på saft, sylt och annat baserat på frukt. Produktionen omfattades till 75 % av denna produktion, en viktig kund var den svenska försvarsmakten. Herbert Felix nådde en noterbar framgång 1942 då han skrev kontrakt med armén om leverans på 650 ton äppelmos och apelsinmarmelad. Förutom leveranserna i sig innebar det att företaget fick ökade sockerkvoter. Herbert Felix lämnade tillfälligt företaget för att som tjeckoslovakisk officer delta i kriget och verksamheten leddes då av Kerstin Felix och Ivar MG Sandberg men framförallt av Yngve Rosenqvist som utsågs till tillförordnad disponent. Efter andra världskriget började man exportera, bland annat till de amerikanska stridskrafter som var stationerade i Västtyskland. En första viktig order kom från den amerikanska armén direkt efter kriget som gav hårdvaluta och möjlighet att få ökad tilldelning av ransonerad plåt.

### Expansion
Under 1950-talet skedde en stor expansion då fyra av tio industriarbetare i Eslöv arbetade på Felix som i början av 1960-talet hade 1200 anställda. Företaget hade framgångar med produkter som smörgåsgurka och bostongurka. Under denna period inleddes även diversifieringen för att göra företaget mindre känsligt för säsongsskiften och för att kunna utnyttja fabrikskapaciterna bättre. Gurkproduktionen hade en topp under några månader med skörd och konservering, den så kallade Gurkkampanjen. Felix kunde under 1950-talet se en stor ökning av anställda, omsättning och volymer. 1950 var antalet anställda 190 och 1961 var det 1200. Omsättning gick från 9 till 55 miljoner (1950–1960).
Gurkor kom att vara den viktigaste delen av Felix fram till 1960-talet. 1956 började man sälja djupfrysta varor, till en början främst grönsaker men senare även fisk och frukt. De stora konkurrenterna vid denna tid var Findus och Björnekulla. Satsningen innebar även en ny fabrik i Simrishamn 1956. Det djupfrysta kom att öka kraftigt i storlek både inom storkök och på konsumentsidan under 1950- och 1960-talet. Felix var också med och bildade branschorganisationen Djupfrysningsbyrån. 1959 inleddes tillverkning av barnmat åt Semper.
Nya influenser från USA följde med ökade satsningar på potatisprodukter (potatismos och pommes frites) och även lanseringen av ketchup i plastflaska. Sixten Holmquist, som tillsammans med Herbert Felix ledde bolaget, låg bakom dessa nyheter och även Bostongurkan. En tredje ledare för företaget var MG Ivar Sandberg som ansvarade för att hålla ordning på ekonomin under en tid där företaget var expansivt och investerade stora summor i projekt. På 50- och 60-talet odlades stora mängder av svamp, som konserverades, i särskilda svamphus på området. 
1959 startade Herbert Felix efter förfrågningar från sin kusin, den ledande socialdemokraten och senare förbundskanslern Bruno Kreisky, ett österrikiskt Felix som fick namnet Felix Austria. Företagets verksamhet förlades till Mattersburg i östra Österrike. Företaget delar produkter och logotyp med svenska Felix, med tillägget Austria. Satsningen blev dubbelt så dyr som från början beräknat.

### Sockerbolaget
Familjerna Sandberg och Felix ägde vid denna tid aktierna. Felix satsade för att hänga med i konkurrensen med Findus i Bjuv vilket ledde till att stora lån togs. Ett samarbete inleddes 1960 med Svenska Sockerfabriks AB kring potatisodling och förädling. Sockerbolaget hade som en följd av den stagnerade sockerindustrin börjat med potatisodling och såg sig om efter nya verksamheter. Herbert Felix sålde 1961 80 procent av sitt företag till Sockerbolaget som fullbordade köpet 1964. 
I samband med köpet lämnade både Herbert Felix och Sixten Holmquist ledningen. Samtidigt köpte Sockerbolaget Reymersholms Livsmedel (tidigare Althinis konservfabrik) i Fågelmara som 1967 integrerades i Felix. Under 1960- och 1970-talet följde flera nya fabriksetableringar och uppköp av företag. Felix etablerade verksamhet i Brönnöysund i norra Norge när man tog över ett fryseri 1961. 1969 invigdes en ny fabrik för färdigmat i Eslöv, en del av den stora modernisering av produktionen som Sockerbolaget genomförde. Tidigare hade verksamheten stegvis byggts ut och efterhand föråldrats. AB Felix var i Sockerbolagets (1968 namnbyte till AB Cardo) ägo mellan 1964 och 1972 då brittiska Cavenham Foods blev ny ägare.

### Från Cavenham till Procordia
1972 tog den brittiska livsmedelsjätten Cavenham Foods över Felix. De kommande åren skedde omstruktureringr av verksamheten, 1976 lade man ner fabriken i Ystad som öppnats 1970 och 1977 lades Simrishamnsfabriken ner. Antalet anställda minskade men perioden 1973–1975 blev den lönsammaste i företagets historia hittills. 1970-talets lågkonjunktur och ändrade matvanor gjorde att den stora expansion som företaget tidigare haft stannade av. Försök att öka exporten gjorde att Felix International grundas. Felix Austria hamnade direkt under Cavenhams ledning i London. Kävlinge potatiscentral blev en del av Felix 1973 och 1980 invigdes en ny potatisfabrik, under projektnamnet Potatis 80, i Eslöv. Sven O Månsson som blivit VD efter Herbert Felix lämnade VD-posten 1975 och ersattes av Ralf Galme.
År 1979 tog Felix över en pizzafabrik i Vansbro där förutom pizzor även pajer tillverkas. 1980 ändrade Cavenham sin företagsstrategi då man beslutade att lämna tillverkningsledet för att enbart arbeta med distribution. I samband med detta förvärvade Beijerinvest Felix och 1981 gick Felix och Beijerinvest upp i AB Volvo som 1984 placerade Felix i företaget Provendor Food. Denna fusionerades 1990 med statliga Procordia och Pharmacia. 1992 invigdes en ny ketchup- och senapsfabrik i Fågelmara där man sedan tidigare tillverkar majonnäs, dressing och matolja. Senare omorganiseringar har medfört att Felix sedan 1995 endast är ett varumärke inom Procordia Food, numera ägt av norska Orkla.